# Наджахаво
Наджахаво (груз. ნაჯახავო) — село в Грузии, на территории Мартвильского муниципалитета края (мхаре) Самегрело-Верхняя Сванетия.

## География
Село находится в западной части Грузии, на расстоянии приблизительно 6 километров (по прямой) к юго-западу от города Мартвили, административного центра муниципалитета. Абсолютная высота — 101 метр над уровнем моря.

## Население
По результатам официальной переписи населения 2014 года в Наджахаво проживало 1054 человека (501 мужчина и 553 женщины). В национальной структуре населения грузины составляли 99,9 %.
| Год  | Население, человек |
| ---- | ------------------ |
| 2002 | 785                |
| 2014 | ↗ 1054             |